# 橄榄蚶
橄榄蚶（学名：Estellacar olivacea），俗名珠蚶，是橄榄蚶属的一种。橄榄蚶属舊屬瓣鳃纲列齿目魁蛤科及双壳纲魁蛤目魁蛤科，今屬双壳纲魁蛤目的Noetiidae科。
EoL及CoL China在2012年的數據認為橄欖蚶屬物種屬新腹足類，但未有列出參考文獻。
橄榄蚶是重要的经济贝类之一，但由于环境污染和滥採滥捕等因素，令橄榄蚶的數量急剧减少。所以在中國大陸在研究如何令養殖業可以成功繁殖本物種。
种加词 olivacea 意为“橄榄状的”、“卵圆形的”。

## 分佈
主要分佈於中国大陆東海沿海福建省的罗源、连江、平潭一带，江蘇、浙江兩省及黃渤海水域的山東省，菲律宾、日本也有分佈。
常栖息在潮间带至潮下带水深20米左右的泥沙质海底。

## 食用方法
橄榄蚶滋味鲜美，可烫熟或腌渍食用。